# كأس العالم تحت 17 سنة 2023
كأس العالم تحت 17 سنة 2023 هي النسخة التاسعة عشرة من كأس العالم تحت 17 سنة، بطولة كرة القدم الدولية للشباب التي تُقام كل سنتين والتي تتنافس عليها المنتخبات الوطنية لأقل من 17 عامًا من أعضاء الاتحاد الدولي لكرة القدم، ستستضيف إندونيسيا البطولة. كان من المقرر أن تقام البطولة في 2021 إلا أنها تأجلت إلى 2023 بسبب جائحة كوفيد-19.

## اختيار المضيف
تم الإعلان عن بيرو كمضيف لكأس العالم تحت 17 سنة 2021 بعد اجتماع مجلس الفيفا في 24 أكتوبر 2019 في شانغهاي ، الصين.
بعد إلغاء نسخة 2021، منحت بيرو حقوق استضافة النسخة التالية في عام 2023.
ومع ذلك ، بعد مناقشات مكثفة بين اتحاد بيرو لكرة القدم والفيفا حول ملاءمة استضافة بيرو بسبب عيوب البنية التحتية ، انسحبت بيرو كمضيف في 3 أبريل 2023 ، مع إعلان الفيفا عن فتح فوري لمناقصة حقوق استضافة بديلة.
في 23 يونيو 2023 ، عين FIFA إندونيسيا رسميا كمضيف جديد، يعتقد أنه كان تعويضا عن خسارة كأس العالم تحت 20 سنة لكرة القدم 2023 حقوق الاستضافة التي منحت للأرجنتين بعد أن اعترضت إندونيسيا على منتخب إسرائيل تحت 19 سنة لكرة القدم في تلك البطولة.

## الأماكن
أعلن رئيس اتحاد إندونيسيا لكرة القدم (PSSI) ، إيريك توهير، أنهم سيقترحون ثمانية ملاعب على الفيفا لاستضافة البطولة. تم اختيار ستة من هذه الملاعب، ملعب غيلورا بونغ كارنو (جاكرتا)، ملعب جيلورا بونغ تومو (سورابايا)، ملعب جالاك هاروبات سوريانغ (باندونغ)، ملعب ماناهان (سوراكارتا/سولو)، ملعب كابتن إي وايان ديبتا (بالي)، وملعب غيلورا سريويجايا (باليمبانغ) لكأس العالم تحت 20 سنة 2023 عندما كانت إندونيسيا مؤهلة لتكون المضيفة. ملعبان إضافيان آخران هما ملعب جاكرتا الدولي وملعب باكانساري.
أكد إريك ثوهير لاحقا أن مباراتي نصف النهائي والنهائي ستلعبان في ملعب ماناهان.
السعة المدرجة أدناه هي سعة البطولة ولا تعكس بالضرورة السعة القصوى للملاعب.
| جاكرتا | سورابايا              |
| --- | --------------------- |
| ملعب جاكرتا الدولي | ملعب جيلورا بونج تومو |
| السعة: 23,422 | السعة: 44,200         |
| |                       |
| موقع ملاعب كأس العالم تحت 17 سنة 2023 FIFA (إندونيسيا) جاكرتا باندونغ سورابايا سوراكارتاكأس العالم تحت 17 سنة 2023 (Java) |                       |
| باندونغ | سوراكارتا             |
| ملعب جالاك هاروبات سوريانغ                                                                                                | ملعب ماناهان          |
| السعة: 22,700 | السعة: 19,700         |
| |                       |

## الفرق

### المتأهل
تأهل ما مجموعه 24 فريقا للبطولة النهائية. تأهل المنتخب الإندونيسي المضيف إلى جانب 23 فريقا آخر من ست مسابقات قارية منفصلة.
| الاتحاد         | البطولة التأهيلية                   | الفريق            | المشاركة    | آخر ظهور | أفضل أداء سابق                                           |
| --------------- | ----------------------------------- | ----------------- | ----------- | -------- | -------------------------------------------------------- |
| آسيا            | الدولة المضيفة                      | إندونيسيا         | الأولى      | لا يوجد  | أول مشاركة                                               |
| آسيا            | كأس آسيا تحت 17 سنة 2023            | إيران             | الخامسة     | 2017     | ربع النهائي (2017)                                       |
| آسيا            | كأس آسيا تحت 17 سنة 2023            | اليابان           | العاشرة     | 2019     | ربع النهائي (1993، 2011)                                 |
| آسيا            | كأس آسيا تحت 17 سنة 2023            | كوريا الجنوبية    | السابعة     | 2019     | ربع النهائي (1987، 2009، 2019)                           |
| آسيا            | كأس آسيا تحت 17 سنة 2023            | أوزبكستان         | الثالثة     | 2013     | ربع النهائي (2011)                                       |
| إفريقيا         | كأس الأمم الإفريقية تحت 17 سنة 2023 | بوركينا فاسو      | الخامسة     | 2011     | المركز الثالث (2001)                                     |
| إفريقيا         | كأس الأمم الإفريقية تحت 17 سنة 2023 | مالي              | السادسة     | 2017     | الوصيف (2015)                                            |
| إفريقيا         | كأس الأمم الإفريقية تحت 17 سنة 2023 | المغرب            | الثانية     | 2013     | دور ال16 (2013)                                          |
| إفريقيا         | كأس الأمم الإفريقية تحت 17 سنة 2023 | السنغال           | الثانية     | 2019     | دور ال16 (2019)                                          |
| أمريكا الشمالية | بطولة الكونكاكاف تحت 17 سنة 2023    | كندا              | الثامنة     | 2019     | دور المجموعات (1987، 1989، 1993، 1995، 2011، 2013، 2019) |
| أمريكا الشمالية | بطولة الكونكاكاف تحت 17 سنة 2023    | المكسيك           | الخامسة عشر | 2019     | البطل (2005، 2011)                                       |
| أمريكا الشمالية | بطولة الكونكاكاف تحت 17 سنة 2023    | بنما              | الثالثة     | 2013     | دور ال16 (2011)                                          |
| أمريكا الشمالية | بطولة الكونكاكاف تحت 17 سنة 2023    | الولايات المتحدة  | الثامنة عشر | 2019     | المركز الرابع (1999)                                     |
| أمريكا الجنوبية | كوبا أمريكا تحت 17 سنة 2023         | الأرجنتين         | الخامسة عشر | 2019     | المركز الثالث (1991، 1995، 2003)                         |
| أمريكا الجنوبية | كوبا أمريكا تحت 17 سنة 2023         | البرازيل          | الثامنة عشر | 2019     | البطل (1997، 1999، 2003، 2019)                           |
| أمريكا الجنوبية | كوبا أمريكا تحت 17 سنة 2023         | الإكوادور         | السادسة     | 2019     | ربع النهائي (1995، 2015)                                 |
| أمريكا الجنوبية | كوبا أمريكا تحت 17 سنة 2023         | فنزويلا           | الثانية     | 2013     | دور المجموعات (2013)                                     |
| أوقيانوسيا      | بطولة أوقيانوسيا تحت 17 سنة 2023    | كاليدونيا الجديدة | الثانية     | 2017     | دور المجموعات (2017)                                     |
| أوقيانوسيا      | بطولة أوقيانوسيا تحت 17 سنة 2023    | نيوزيلندا         | العاشرة     | 2019     | دور ال16 (2009، 2011، 2015)                              |
| أوروبا          | بطولة أمم أوروبا تحت 17 سنة 2023    | إنجلترا           | الخامسة     | 2017     | البطل (2017)                                             |
| أوروبا          | بطولة أمم أوروبا تحت 17 سنة 2023    | فرنسا             | الثامنة     | 2019     | البطل (2001)                                             |
| أوروبا          | بطولة أمم أوروبا تحت 17 سنة 2023    | ألمانيا           | الحادية عشر | 2017     | الوصيف (1985)                                            |
| أوروبا          | بطولة أمم أوروبا تحت 17 سنة 2023    | بولندا            | الثالثة     | 1999     | المركز الرابع (1993)                                     |
| أوروبا          | بطولة أمم أوروبا تحت 17 سنة 2023    | إسبانيا           | الحادية عشر | 2019     | الوصيف (1991، 2003، 2007، 2017)                          |

الملاحظات
1. ↑  كألمانيا الغربية.

### التشكيلات
اللاعبون الذين ولدوا في أو بعد 1 يناير 2006 وفي أو قبل 31 ديسمبر 2008 كانوا مؤهلين للمنافسة في البطولة.

### الإختصار
تم تنظيم الفرق ال 24 ليتم تقسيمها إلى ست مجموعات من أربعة فرق. تم تصنيف إندونيسيا المضيفة تلقائيا إلى الوعاء 1 وفي المركز الأول من المجموعة الأولى ، بينما تم تصنيف الفرق المتبقية في الأواني بناء على نتائجها في آخر خمس بطولات كأس العالم تحت 17 سنة (مع ترجيح البطولات الأخيرة بشكل أكبر ، ومع إضافة خمس نقاط إضافية لكل من الأبطال القاريين ال 6 من البطولات التأهيلية 2023) ، على النحو التالي:
- كأس العالم تحت 17 سنة لكرة القدم 2011: قيمة 20٪ من إجمالي النقاط;
- كأس العالم تحت 17 سنة لكرة القدم 2013: 40٪ قيمة مجموع النقاط;
- كأس العالم تحت 17 سنة لكرة القدم 2015: 60٪ قيمة مجموع النقاط;
- كأس العالم تحت 17 سنة لكرة القدم 2017: 80٪ قيمة مجموع النقاط;
- كأس العالم تحت 17 سنة لكرة القدم 2019: 100٪ قيمة مجموع النقاط.

| الوعاء | الفريق            | الاتحاد         | 2011                                             | 2011                                             | 2013                                             | 2013                                             | 2015                                             | 2015                                             | 2017                                             | 2017                                             | 2019                                             | ن.م                                              | مجموع النقاط                                     |
| الوعاء | الفريق            | الاتحاد         | النقاط                                           | 20%                                              | النقاط                                           | 40%                                              | النقاط                                           | 60%                                              | النقاط                                           | 80%                                              | النقاط 100%                                      | ن.م                                              | مجموع النقاط                                     |
| ------ | ----------------- | --------------- | ------------------------------------------------ | ------------------------------------------------ | ------------------------------------------------ | ------------------------------------------------ | ------------------------------------------------ | ------------------------------------------------ | ------------------------------------------------ | ------------------------------------------------ | ------------------------------------------------ | ------------------------------------------------ | ------------------------------------------------ |
| 1      | إندونيسيا         | آسيا            | الدولة المضيفة، يتم تعيينها تلقائيا إلى الوعاء 1 | الدولة المضيفة، يتم تعيينها تلقائيا إلى الوعاء 1 | الدولة المضيفة، يتم تعيينها تلقائيا إلى الوعاء 1 | الدولة المضيفة، يتم تعيينها تلقائيا إلى الوعاء 1 | الدولة المضيفة، يتم تعيينها تلقائيا إلى الوعاء 1 | الدولة المضيفة، يتم تعيينها تلقائيا إلى الوعاء 1 | الدولة المضيفة، يتم تعيينها تلقائيا إلى الوعاء 1 | الدولة المضيفة، يتم تعيينها تلقائيا إلى الوعاء 1 | الدولة المضيفة، يتم تعيينها تلقائيا إلى الوعاء 1 | الدولة المضيفة، يتم تعيينها تلقائيا إلى الوعاء 1 | الدولة المضيفة، يتم تعيينها تلقائيا إلى الوعاء 1 |
| 1      | البرازيل          | أمريكا الجنوبية | 13                                               | 2.6                                              | 13                                               | 5.2                                              | 9                                                | 5.4                                              | 18                                               | 14.4                                             | 21                                               | +5                                               | 53.6                                             |
| 1      | المكسيك           | أمريكا الشمالية | 21                                               | 4.2                                              | 13                                               | 5.2                                              | 13                                               | 7.8                                              | 2                                                | 1.6                                              | 11                                               | +5                                               | 34.8                                             |
| 1      | فرنسا             | أوروبا          | 8                                                | 1.6                                              | ل.ي                                              | ل.ي                                              | 10                                               | 6                                                | 9                                                | 7.2                                              | 18                                               |                                                  | 32.8                                             |
| 1      | إسبانيا           | أوروبا          | ل.ي                                              | ل.ي                                              | ل.ي                                              | ل.ي                                              | ل.ي                                              | ل.ي                                              | 15                                               | 12                                               | 10                                               |                                                  | 22                                               |
| 1      | اليابان           | آسيا            | 10                                               | 2                                                | 9                                                | 3.6                                              | ل.ي                                              | ل.ي                                              | 5                                                | 4                                                | 7                                                | +5                                               | 21.6                                             |
|        |                   |                 |                                                  |                                                  |                                                  |                                                  |                                                  |                                                  |                                                  |                                                  |                                                  |                                                  |                                                  |
| 2      | ألمانيا           | أوروبا          | 18                                               | 3.6                                              | ل.ي                                              | ل.ي                                              | 6                                                | 3.6                                              | 9                                                | 7.2                                              | ل.ي                                              | +5                                               | 19.4                                             |
| 2      | مالي              | إفريقيا         | ل.ي                                              | ل.ي                                              | ل.ي                                              | ل.ي                                              | 16                                               | 9.6                                              | 12                                               | 9.6                                              | ل.ي                                              |                                                  | 19.2                                             |
| 2      | إنجلترا           | أوروبا          | 8                                                | 1.6                                              | 0                                                | 0                                                | 2                                                | 1.2                                              | 19                                               | 15.2                                             | ل.ي                                              |                                                  | 18                                               |
| 2      | كوريا الجنوبية    | آسيا            | ل.ي                                              | ل.ي                                              | ل.ي                                              | ل.ي                                              | 7                                                | 4.2                                              | ل.ي                                              | ل.ي                                              | 9                                                |                                                  | 13.2                                             |
| 2      | الأرجنتين         | أمريكا الجنوبية | 4                                                | 0.8                                              | 13                                               | 5.2                                              | 0                                                | 0                                                | ل.ي                                              | ل.ي                                              | 7                                                |                                                  | 13                                               |
| 2      | الإكوادور         | أمريكا الجنوبية | 6                                                | 1.2                                              | ل.ي                                              | ل.ي                                              | 9                                                | 5.4                                              | ل.ي                                              | ل.ي                                              | 6                                                |                                                  | 12.6                                             |
|        |                   |                 |                                                  |                                                  |                                                  |                                                  |                                                  |                                                  |                                                  |                                                  |                                                  |                                                  |                                                  |
| 3      | نيوزيلندا         | أوقيانوسيا      | 4                                                | 0.8                                              | 0                                                | 0                                                | 4                                                | 2.4                                              | 1                                                | 0.8                                              | 3                                                | +5                                               | 12                                               |
| 3      | إيران             | آسيا            | ل.ي                                              | ل.ي                                              | 5                                                | 2                                                | ل.ي                                              | ل.ي                                              | 12                                               | 9.6                                              | ل.ي                                              |                                                  | 11.6                                             |
| 3      | السنغال           | إفريقيا         | ل.ي                                              | ل.ي                                              | ل.ي                                              | ل.ي                                              | ل.ي                                              | ل.ي                                              | ل.ي                                              | ل.ي                                              | 6                                                | +5                                               | 11                                               |
| 3      | الولايات المتحدة  | أمريكا الشمالية | 4                                                | 0.8                                              | ل.ي                                              | ل.ي                                              | 1                                                | 0.6                                              | 9                                                | 7.2                                              | 1                                                |                                                  | 9.6                                              |
| 3      | أوزبكستان         | آسيا            | 9                                                | 1.8                                              | 7                                                | 2.8                                              | ل.ي                                              | ل.ي                                              | ل.ي                                              | ل.ي                                              | ل.ي                                              |                                                  | 4.6                                              |
| 3      | المغرب            | إفريقيا         | ل.ي                                              | ل.ي                                              | 7                                                | 2.8                                              | ل.ي                                              | ل.ي                                              | ل.ي                                              | ل.ي                                              | ل.ي                                              |                                                  | 2.8                                              |
|        |                   |                 |                                                  |                                                  |                                                  |                                                  |                                                  |                                                  |                                                  |                                                  |                                                  |                                                  |                                                  |
| 4      | كندا              | أمريكا الشمالية | 2                                                | 0.4                                              | 2                                                | 0.8                                              | ل.ي                                              | ل.ي                                              | ل.ي                                              | ل.ي                                              | 0                                                |                                                  | 1.2                                              |
| 4      | كاليدونيا الجديدة | أوقيانوسيا      | ل.ي                                              | ل.ي                                              | ل.ي                                              | ل.ي                                              | ل.ي                                              | ل.ي                                              | 1                                                | 0.8                                              | ل.ي                                              |                                                  | 0.8                                              |
| 4      | بنما              | أمريكا الشمالية | 3                                                | 0.6                                              | 0                                                | 0                                                | ل.ي                                              | ل.ي                                              | ل.ي                                              | ل.ي                                              | ل.ي                                              |                                                  | 0.6                                              |
| 4      | فنزويلا           | أمريكا الجنوبية | ل.ي                                              | ل.ي                                              | 0                                                | 0                                                | ل.ي                                              | ل.ي                                              | ل.ي                                              | ل.ي                                              | ل.ي                                              |                                                  | 0                                                |
| 4      | بوركينا فاسو      | إفريقيا         | 0                                                | 0                                                | ل.ي                                              | ل.ي                                              | ل.ي                                              | ل.ي                                              | ل.ي                                              | ل.ي                                              | ل.ي                                              |                                                  | 0                                                |
| 4      | بولندا            | أوروبا          | ل.ي                                              | ل.ي                                              | ل.ي                                              | ل.ي                                              | ل.ي                                              | ل.ي                                              | ل.ي                                              | ل.ي                                              | ل.ي                                              |                                                  | 0                                                |

### القرعة
تم إجراء القرعة في الساعة 16:00 توقيت وسط أوروبا الصيفي (21:00 توقيت إندونيسيا وقت الاستضافة) في 15 سبتمبر 2023 في مقر الفيفا في زيورخ، سويسرا. وقدم الحفل كل من مولي كميتا ‏ ويديرها مدير بطولات FIFA خايمي يارزا، مع لاعبي كرة القدم السابقين جوليو سيزار، من البرازيل، وستيفن أبياه، من غانا، يعملان كمساعدين في القرعة.
بدأت القرعة بسحب الفرق من الوعاء الأول أولا ووضعها في المركز الأول من مجموعاتها (تم تعيين إندونيسيا المضيفة تلقائيا إلى أ1). ثم تم سحب الفرق من وعاء 2 ، تليها وعاء 3 ووعاء 4 ، مع سحب كل فريق أيضا إلى أحد المراكز داخل مجموعتهم. لا يمكن لأي مجموعة أن تحتوي على أكثر من فريق واحد من كل اتحاد.
أسفرت القرعة عن المجموعات التالية:
| مركز | الفريق    |
| ---- | --------- |
| أ1   | إندونيسيا |
| أ2   | الإكوادور |
| أ3   | بنما      |
| أ4   | المغرب    |

| مركز | الفريق    |
| ---- | --------- |
| ب1   | إسبانيا   |
| ب2   | كندا      |
| ب3   | مالي      |
| ب4   | أوزبكستان |

| مركز | الفريق            |
| ---- | ----------------- |
| ج1   | البرازيل          |
| ج2   | إيران             |
| ج3   | كاليدونيا الجديدة |
| ج4   | إنجلترا           |

| مركز | الفريق    |
| ---- | --------- |
| د1   | اليابان   |
| د2   | بولندا    |
| د3   | الأرجنتين |
| د4   | السنغال   |

| مركز | الفريق           |
| ---- | ---------------- |
| ه1   | فرنسا            |
| ه2   | بوركينا فاسو     |
| ه3   | كوريا الجنوبية   |
| ه4   | الولايات المتحدة |

| مركز | الفريق    |
| ---- | --------- |
| ف1   | المكسيك   |
| ف2   | ألمانيا   |
| ف3   | فنزويلا   |
| ف4   | نيوزيلندا |

## حكام البطولة
تم تعيين ما مجموعه 18 ثلاثي التحكيم واثنان حكام مساعدون،و 3 حكام مساعدين ، و 18 حكم الفيديو المساعد للبطولة. لا يوجد حكام من أوقيانوسيا. 
| الاتحاد         | الحكم            | الحكام المساعدون                                   | حكام الفيديو المساعدون                                                                         |              |
| --------------- | ---------------- | -------------------------------------------------- | ---------------------------------------------------------------------------------------------- | ------------ |
| آسيا            | عمر محمد العلي   | جاسم العلي · سعيد راشد المرزوقي                    | خالد صالح الطريس · كيت جاسيفيتش · عبد الله جمالي                                               |              |
| آسيا            | فو مينغ          | تساو يي · ما جي                                    | خالد صالح الطريس · كيت جاسيفيتش · عبد الله جمالي                                               |              |
| آسيا            | كو هيونغ جين     | يون جاي يول · بارك سانغ جون                        | خالد صالح الطريس · كيت جاسيفيتش · عبد الله جمالي                                               |              |
| إفريقيا         | بيير غيسلان آتشو | بوريس ديتسوغا · كارين أتيزامبونغ فومو              | لحلو بن براهام · دانيال ني لارييا                                                              |              |
| إفريقيا         | دهان بيضا        | ديمبينيينا أندرياتياناريفيلو · جوناثان أهونتو كوفي | لحلو بن براهام · دانيال ني لارييا                                                              |              |
| إفريقيا         | إبراهيم معتز     | خليل حساني · أحمد حسان الدين                       | لحلو بن براهام · دانيال ني لارييا                                                              |              |
| أمريكا الشمالية | سيلفين براون     | جيرسون مارتينيز · روني فالاداريس                   | إسماعيل كورنيخو · جو ديكرسون · تاتيانا غوزمان                                                  |              |
| أمريكا الشمالية | كيلور هيريرا     | وليام تشاو < br /> فيكتور راميريز فونسيكا          | إسماعيل كورنيخو · جو ديكرسون · تاتيانا غوزمان                                                  |              |
| أمريكا الشمالية | بريان لوبيز      | لويس فينتورا · هومبرتو بانجوج                      | إسماعيل كورنيخو · جو ديكرسون · تاتيانا غوزمان                                                  |              |
| أمريكا الجنوبية | أوغستو أراغون    | ريكاردو بارين · أندريس تولا                        | إيغور بينيفينوتو · ريكاردو مولينا · Derlis López · جون بيردومو                                 |              |
| أمريكا الجنوبية | إيفو مينديز      | كارلوس تابيا · روجر أوريانا                        | إيغور بينيفينوتو · ريكاردو مولينا · Derlis López · جون بيردومو                                 |              |
| أمريكا الجنوبية | روبرتو بيريز     | ألبرتو غارسيا · إنريكي بينتو                       | إيغور بينيفينوتو · ريكاردو مولينا · Derlis López · جون بيردومو                                 |              |
| أمريكا الجنوبية | غوستافو تيجيرا   | كارلوس باريرو · أندريس نيفاس                       | إيغور بينيفينوتو · ريكاردو مولينا · Derlis López · جون بيردومو                                 |              |
| أوقيانوسيا      | لا يوجد حكام     | لا يوجد حكام                                       | لا يوجد حكام                                                                                   | لا يوجد حكام |
| أوروبا          | إسبن إسكاس       | جان إريك إنجان · إسحاق باشيفكين                    | ديفيد كوت · ألياندرو دي باولو · روب ديبرينك · أنجيلوس إيفانجيلو · فدائي سان · إيفايلو ستويانوف |              |
| أوروبا          | مورتن كروغ       | دينيس راسموسن · ستيفن برامسن                       | ديفيد كوت · ألياندرو دي باولو · روب ديبرينك · أنجيلوس إيفانجيلو · فدائي سان · إيفايلو ستويانوف |              |
| أوروبا          | أتيلا كاراوغلان  | جيهون سيسيغوزيل · جودت كوموركيوغلو                 | ديفيد كوت · ألياندرو دي باولو · روب ديبرينك · أنجيلوس إيفانجيلو · فدائي سان · إيفايلو ستويانوف |              |
| أوروبا          | رادي أوبرينوفيتش | جور برابروتنيك · غريغا كورديز                      | ديفيد كوت · ألياندرو دي باولو · روب ديبرينك · أنجيلوس إيفانجيلو · فدائي سان · إيفايلو ستويانوف |              |
| أوروبا          | جواو بينهيرو ‏    | برونو خيسوس < br /> لوتشيانو مايا                  | ديفيد كوت · ألياندرو دي باولو · روب ديبرينك · أنجيلوس إيفانجيلو · فدائي سان · إيفايلو ستويانوف |              |

| الاتحاد | دعم الحكام                                     |
| ------- | ---------------------------------------------- |
| آسيا    | أبريسمان أراندا · ثريق القطيري · يودي نوركاهيا |

## حفل الافتتاح
أقيم حفل الافتتاح في 10 نوفمبر 2023 في ملعب جيلورا بونغ تومو في سورابايا ، قبل مباراة المجموعة الأولى بين إندونيسيا والإكوادور. تضمنت عروضا من المطربين الإندونيسيين ويكا سالم وأوريلي موريمانز.

## دور المجموعات
تقدم أفضل فريقين من كل مجموعة وأفضل أربعة فرق في المركز الثالث إلى دور ال16.
جميع الأوقات محلية ، توقيت إندونيسيا (ت ع م+7).

### معايير كسر التعادل
تم تحديد ترتيب الفرق في مرحلة المجموعات على النحو التالي:
1. النقاط التي تم الحصول عليها في جميع مباريات المجموعة (ثلاث نقاط للفوز ، واحدة للتعادل ، لا شيء للهزيمة) ؛
2. فارق الأهداف في جميع مباريات المجموعة;
3. عدد الأهداف المسجلة في جميع مباريات المجموعة ؛
4. النقاط التي تم الحصول عليها في المباريات التي لعبت بين الفرق المعنية ؛
5. فارق الأهداف في المباريات التي لعبت بين الفرق المعنية ؛
6. عدد الأهداف المسجلة في المباريات التي لعبت بين الفرق المعنية ؛
7. نقاط اللعب النظيف في جميع مباريات المجموعة (يمكن تطبيق خصم واحد فقط على لاعب في مباراة واحدة):   - بطاقة صفراء: −1 نقطة.
  - بطاقة حمراء غير مباشرة (البطاقة الصفراء الثانية): −3 نقاط.
  - بطاقة حمراء مباشرة: −4 نقاط.
  - بطاقة صفراء وبطاقة حمراء مباشرة: −5 نقاط.
8. سحب قرعة.

### المجموعة الأولى
| م | الفريق        | لعب | ف | ت | خ | أ.له | أ.ع | أ.ف | نقاط | التأهل             |
| - | ------------- | --- | - | - | - | ---- | --- | --- | ---- | ------------------ |
| 1 | المغرب        | 3   | 2 | 0 | 1 | 5    | 3   | +2  | 6    | مرحلة خروج المغلوب |
| 2 | الإكوادور     | 3   | 1 | 2 | 0 | 4    | 2   | +2  | 5    | مرحلة خروج المغلوب |
| 3 | إندونيسيا (H) | 3   | 0 | 2 | 1 | 3    | 5   | −2  | 2    |                    |
| 4 | بنما          | 3   | 0 | 2 | 1 | 2    | 4   | −2  | 2    |                    |

| بنما | 0–2   | المغرب                        |
| ---- | ----- | ----------------------------- |
|      | تقرير | - Chlaghmo 16' - Ennair 90+5' |

| إندونيسيا    | 1–1   | الإكوادور    |
| ------------ | ----- | ------------ |
| - Arkhan 22' | تقرير | - Obando 28' |

| المغرب | 0–2   | الإكوادور                    |
| ------ | ----- | ---------------------------- |
|        | تقرير | - Bermúdez 62' (ركل.)، 90+3' |

| إندونيسيا    | 1–1   | بنما             |
| ------------ | ----- | ---------------- |
| - Arkhan 54' | تقرير | - Castillo 45+3' |

| المغرب                                             | 3–1   | إندونيسيا    |
| -------------------------------------------------- | ----- | ------------ |
| - Alaoui 29' (ركل.) - Aït Boudlal 39' - Hamony 64' | تقرير | - Asyura 42' |

| الإكوادور  | 1–1   | بنما           |
| ---------- | ----- | -------------- |
| - Ruiz 24' | تقرير | - Castillo 79' |

### المجموعة الثانية
| م | الفريق    | لعب | ف | ت | خ | أ.له | أ.ع | أ.ف | نقاط | التأهل             |
| - | --------- | --- | - | - | - | ---- | --- | --- | ---- | ------------------ |
| 1 | إسبانيا   | 3   | 2 | 1 | 0 | 5    | 2   | +3  | 7    | مرحلة خروج المغلوب |
| 2 | مالي      | 3   | 2 | 0 | 1 | 8    | 2   | +6  | 6    | مرحلة خروج المغلوب |
| 3 | أوزبكستان | 3   | 1 | 1 | 1 | 5    | 5   | 0   | 4    | مرحلة خروج المغلوب |
| 4 | كندا      | 3   | 0 | 0 | 3 | 1    | 10  | −9  | 0    |                    |

| مالي                              | 3–0   | أوزبكستان |
| --------------------------------- | ----- | --------- |
| - M. Doumbia 30'، 72' (ر.ج.)، 75' | تقرير |           |

| إسبانيا                  | 2–0   | كندا |
| ------------------------ | ----- | ---- |
| - Guiu 21' - Junyent 76' | تقرير |      |

| إسبانيا         | 1–0   | مالي |
| --------------- | ----- | ---- |
| - Hernández 62' | تقرير |      |

| أوزبكستان                              | 3–0   | كندا |
| -------------------------------------- | ----- | ---- |
| - Chukwu 22' (هـ.ذ.) - Saidov 24'، 81' | تقرير |      |

| أوزبكستان                          | 2–2   | إسبانيا                  |
| ---------------------------------- | ----- | ------------------------ |
| - Shukurullayev 45+4' - Saidov 54' | تقرير | - Oyono 10' - Martín 19' |

| كندا         | 1–5   | مالي                                                                  |
| ------------ | ----- | --------------------------------------------------------------------- |
| - Chukwu 45' | تقرير | - I. Diarra 14' - Barry 26' - Kanate 73' - Makalou 77' - Thiero 90+1' |

### المجموعة الثالثة
| م | الفريق            | لعب | ف | ت | خ | أ.له | أ.ع | أ.ف | نقاط | التأهل             |
| - | ----------------- | --- | - | - | - | ---- | --- | --- | ---- | ------------------ |
| 1 | إنجلترا           | 3   | 2 | 0 | 1 | 13   | 3   | +10 | 6    | مرحلة خروج المغلوب |
| 2 | البرازيل          | 3   | 2 | 0 | 1 | 13   | 4   | +9  | 6    | مرحلة خروج المغلوب |
| 3 | إيران             | 3   | 2 | 0 | 1 | 9    | 4   | +5  | 6    | مرحلة خروج المغلوب |
| 4 | كاليدونيا الجديدة | 3   | 0 | 0 | 3 | 0    | 24  | −24 | 0    |                    |

| كاليدونيا الجديدة | 0–10  | إنجلترا |
| ----------------- | ----- | --- |
|                   | تقرير | - Russell-Denny 16' (ركل.) - Oboavwoduo 30'، 57' - Dibling 35' - Acheampong 45+4' - Amo-Ameyaw 51' - Nwaneri 78' - Hanye 80' (هـ.ذ.) - Murray-Campbell 85' - McAllister 90+1' |

| البرازيل                           | 2–3   | إيران                                       |
| ---------------------------------- | ----- | ------------------------------------------- |
| - Rayan 28' - Zamani 45+2' (هـ.ذ.) | تقرير | - Barajeh 54' - Taheri 69' - Gholizadeh 73' |

| البرازيل | 9–0   | كاليدونيا الجديدة |
| --- | ----- | ----------------- |
| - Rayan 28'، 51' (ر.ج.) - Estevão 39' - Luighi 44' - Kauã Elias 46'، 86'، 90+4' - فيتور ريس (لاعب كرة قدم مواليد يناير 2006) 56' - João Victor 61' | تقرير |                   |

| إنجلترا                         | 2–1   | إيران        |
| ------------------------------- | ----- | ------------ |
| - Russell-Denny 63' - Ndala 90' | تقرير | - Zamani 31' |

| إنجلترا            | 1–2   | البرازيل                       |
| ------------------ | ----- | ------------------------------ |
| - Ndala 71' (ركل.) | تقرير | - Kauã Elias 43' - Da Mata 54' |

| إيران                                                                 | 5–0   | كاليدونيا الجديدة |
| --------------------------------------------------------------------- | ----- | ----------------- |
| - Razzaghinia 17'، 34' - Ghandipour 76' - Askari 90+6' - Taheri 90+8' | تقرير |                   |

### المجموعة الرابعة
| م | الفريق    | لعب | ف | ت | خ | أ.له | أ.ع | أ.ف | نقاط | التأهل             |
| - | --------- | --- | - | - | - | ---- | --- | --- | ---- | ------------------ |
| 1 | الأرجنتين | 3   | 2 | 0 | 1 | 8    | 3   | +5  | 6    | مرحلة خروج المغلوب |
| 2 | السنغال   | 3   | 2 | 0 | 1 | 6    | 4   | +2  | 6    | مرحلة خروج المغلوب |
| 3 | اليابان   | 3   | 2 | 0 | 1 | 4    | 3   | +1  | 6    | مرحلة خروج المغلوب |
| 4 | بولندا    | 3   | 0 | 0 | 3 | 1    | 9   | −8  | 0    |                    |

| اليابان       | 1–0   | بولندا |
| ------------- | ----- | ------ |
| - Takaoka 76' | تقرير |        |

| الأرجنتين       | 1–2   | السنغال             |
| --------------- | ----- | ------------------- |
| - Ruberto 90+2' | تقرير | - A. Diouf ‏ 6'، 38' |

| السنغال                                   | 4–1   | بولندا       |
| ----------------------------------------- | ----- | ------------ |
| - Gueye 18'، 52'، 69' - Szala 30' (هـ.ذ.) | تقرير | - Reguła 66' |

| اليابان       | 1–3   | الأرجنتين                                 |
| ------------- | ----- | ----------------------------------------- |
| - Takaoka 50' | تقرير | - Echeverri 5' - Acuña 8' - Ruberto 90+9' |

| السنغال | 0–2   | اليابان            |
| ------- | ----- | ------------------ |
|         | تقرير | - Takaoka 62'، 72' |

| بولندا | 0–4   | الأرجنتين                                              |
| ------ | ----- | ------------------------------------------------------ |
|        | تقرير | - Laplace 34' - Ruberto 46' - Subiabre 52' - López 86' |

### المجموعة الخامسة
| م | الفريق           | لعب | ف | ت | خ | أ.له | أ.ع | أ.ف | نقاط | التأهل             |
| - | ---------------- | --- | - | - | - | ---- | --- | --- | ---- | ------------------ |
| 1 | فرنسا            | 3   | 3 | 0 | 0 | 7    | 0   | +7  | 9    | مرحلة خروج المغلوب |
| 2 | الولايات المتحدة | 3   | 2 | 0 | 1 | 5    | 5   | 0   | 6    | مرحلة خروج المغلوب |
| 3 | بوركينا فاسو     | 3   | 1 | 0 | 2 | 3    | 6   | −3  | 3    |                    |
| 4 | كوريا الجنوبية   | 3   | 0 | 0 | 3 | 2    | 6   | −4  | 0    |                    |

| فرنسا                                                   | 3–0   | بوركينا فاسو |
| ------------------------------------------------------- | ----- | ------------ |
| - Lambourde 49' - Tincres 81' (ركل.) - Gomis 87' (ركل.) | تقرير |              |

| كوريا الجنوبية       | 1–3   | الولايات المتحدة                 |
| -------------------- | ----- | -------------------------------- |
| - Kim Myeong-jun 35' | تقرير | - Berchimas 7'، 73' - Medina 49' |

| الولايات المتحدة                 | 2–1   | بوركينا فاسو |
| -------------------------------- | ----- | ------------ |
| - Figueroa 45' - Berchimas 45+6' | تقرير | - Diarra 89' |

| فرنسا        | 1–0   | كوريا الجنوبية |
| ------------ | ----- | -------------- |
| - Amougou 2' | تقرير |                |

| الولايات المتحدة | 0–3   | فرنسا                               |
| ---------------- | ----- | ----------------------------------- |
|                  | تقرير | - Tincres 45+2'، 82' - Meupiyou 86' |

| بوركينا فاسو                 | 2–1   | كوريا الجنوبية       |
| ---------------------------- | ----- | -------------------- |
| - Diarra 24' - A. Camara 86' | تقرير | - Kim Myeong-jun 49' |

### المجموعة السادسة
| م | الفريق    | لعب | ف | ت | خ | أ.له | أ.ع | أ.ف | نقاط | التأهل             |
| - | --------- | --- | - | - | - | ---- | --- | --- | ---- | ------------------ |
| 1 | ألمانيا   | 3   | 3 | 0 | 0 | 9    | 2   | +7  | 9    | مرحلة خروج المغلوب |
| 2 | المكسيك   | 3   | 1 | 1 | 1 | 7    | 5   | +2  | 4    | مرحلة خروج المغلوب |
| 3 | فنزويلا   | 3   | 1 | 1 | 1 | 5    | 5   | 0   | 4    | مرحلة خروج المغلوب |
| 4 | نيوزيلندا | 3   | 0 | 0 | 3 | 1    | 10  | −9  | 0    |                    |

| فنزويلا                            | 3–0   | نيوزيلندا |
| ---------------------------------- | ----- | --------- |
| - Martínez 29' - Romero 87'، 90+7' | تقرير |           |

| المكسيك       | 1–3   | ألمانيا                                               |
| ------------- | ----- | ----------------------------------------------------- |
| - Jiménez 75' | تقرير | - Darvich 29' - Moerstedt 38' - Da Silva Moreira ‏ 53' |

| المكسيك                    | 2–2   | فنزويلا                           |
| -------------------------- | ----- | --------------------------------- |
| - Carrillo 62' - Ortiz 67' | تقرير | - Cichero 6' - Profeta 84' (ركل.) |

| نيوزيلندا             | 1–3   | ألمانيا                                          |
| --------------------- | ----- | ------------------------------------------------ |
| - Watson 90+1' (ركل.) | تقرير | - Brunner 45+7' - Moerstedt 60' - Yalçınkaya 81' |

| نيوزيلندا | 0–4   | المكسيك                                                          |
| --------- | ----- | ---------------------------------------------------------------- |
|           | تقرير | - Barajas 42' - Fernández de Lara 47' - Carrillo 54'، 67' (ر.ج.) |

| ألمانيا                                  | 3–0   | فنزويلا |
| ---------------------------------------- | ----- | ------- |
| - Ramsak 1'، 57' - Da Silva Moreira ‏ 42' | تقرير |         |

### ترتيب الفرق صاحبة المركز الثالث
تأهلت أفضل أربعة فرق تحتل المركز الثالث من المجموعات الست إلى مرحلة خروج المغلوب إلى جانب الفائزين بالمجموعات الست والوصيفين الستة.
| م | مج | الفريق        | لعب | ف | ت | خ | أ.له | أ.ع | أ.ف | نقاط | التأهل             |
| - | -- | ------------- | --- | - | - | - | ---- | --- | --- | ---- | ------------------ |
| 1 | ج  | إيران         | 3   | 2 | 0 | 1 | 9    | 4   | +5  | 6    | مرحلة خروج المغلوب |
| 2 | د  | اليابان       | 3   | 2 | 0 | 1 | 4    | 3   | +1  | 6    | مرحلة خروج المغلوب |
| 3 | ب  | أوزبكستان     | 3   | 1 | 1 | 1 | 5    | 5   | 0   | 4    | مرحلة خروج المغلوب |
| 4 | ف  | فنزويلا       | 3   | 1 | 1 | 1 | 5    | 5   | 0   | 4    | مرحلة خروج المغلوب |
| 5 | ه  | بوركينا فاسو  | 3   | 1 | 0 | 2 | 3    | 6   | −3  | 3    |                    |
| 6 | أ  | إندونيسيا (H) | 3   | 0 | 2 | 1 | 3    | 5   | −2  | 2    |                    |

## مرحلة خروج المغلوب
في مرحلة خروج المغلوب، إذا كانت المباراة متكافئة في نهاية 90 دقيقة من وقت اللعب العادي، سيتم حسم المباراة مباشرة من قبل ركلات الترجيح لتحديد الفائز؛ لن يتم لعب الوقت الإضافي.
في دور ال16 ، تمت مطابقة الفرق الأربعة صاحبة المركز الثالث مع الفائزين في المجموعات الأولى و الثانية و الثالثة و الرابعة. اعتمدت المباريات المحددة التي تضم الفرق صاحبة المركز الثالث على الفرق الأربعة صاحبة المركز الثالث التي تأهلت لدور ال16:
| المركز الثالث الفرق المتأهلة من المجموعات | المركز الثالث الفرق المتأهلة من المجموعات | المركز الثالث الفرق المتأهلة من المجموعات | المركز الثالث الفرق المتأهلة من المجموعات | المركز الثالث الفرق المتأهلة من المجموعات | المركز الثالث الفرق المتأهلة من المجموعات |    | 1A vs | 1B vs | 1C vs | 1D vs |
| ----------------------------------------- | ----------------------------------------- | ----------------------------------------- | ----------------------------------------- | ----------------------------------------- | ----------------------------------------- | -- | ----- | ----- | ----- | ----- |
| A                                         | B                                         | C                                         | D                                         |                                           |                                           | 3C | 3D    | 3A    | 3B    |       |
| A                                         | B                                         | C                                         |                                           | E                                         |                                           | 3C | 3A    | 3B    | 3E    |       |
| A                                         | B                                         | C                                         |                                           |                                           | F                                         | 3C | 3A    | 3B    | 3F    |       |
| A                                         | B                                         |                                           | D                                         | E                                         |                                           | 3D | 3A    | 3B    | 3E    |       |
| A                                         | B                                         |                                           | D                                         |                                           | F                                         | 3D | 3A    | 3B    | 3F    |       |
| A                                         | B                                         |                                           |                                           | E                                         | F                                         | 3E | 3A    | 3B    | 3F    |       |
| A                                         |                                           | C                                         | D                                         | E                                         |                                           | 3C | 3D    | 3A    | 3E    |       |
| A                                         |                                           | C                                         | D                                         |                                           | F                                         | 3C | 3D    | 3A    | 3F    |       |
| A                                         |                                           | C                                         |                                           | E                                         | F                                         | 3C | 3A    | 3F    | 3E    |       |
| A                                         |                                           |                                           | D                                         | E                                         | F                                         | 3D | 3A    | 3F    | 3E    |       |
|                                           | B                                         | C                                         | D                                         | E                                         |                                           | 3C | 3D    | 3B    | 3E    |       |
|                                           | B                                         | C                                         | D                                         |                                           | F                                         | 3C | 3D    | 3B    | 3F    |       |
|                                           | B                                         | C                                         |                                           | E                                         | F                                         | 3E | 3C    | 3B    | 3F    |       |
|                                           | B                                         |                                           | D                                         | E                                         | F                                         | 3E | 3D    | 3B    | 3F    |       |
|                                           |                                           | C                                         | D                                         | E                                         | F                                         | 3C | 3D    | 3F    | 3E    |       |

### المسار
|  | دور ال16              | دور ال16              |                                                |       | ربع النهائي                | ربع النهائي                |                      |                      | نصف النهائي | نصف النهائي |  |  | النهائي | النهائي |
|  |                       |                       |                                                |       |                            |                            |                      |                      |             |             |  |  |         |         |
|  | 20 نوفمبر – سوراكارتا |                       |                                                |       |                            |                            |                      |                      |             |             |  |  |         |         |
|  |                       |                       |                                                |       |                            |                            |                      |                      |             |             |  |  |         |         |
|  | الإكوادور             | 1                     |                                                |       |                            |                            |                      |                      |             |             |  |  |         |         |
|  | الإكوادور             | 1                     | 24 نوفمبر – جاكرتا                             |       |                            |                            |                      |                      |             |             |  |  |         |         |
|  | البرازيل              | 3                     |                                                |       |                            |                            |                      |                      |             |             |  |  |         |         |
|  | البرازيل              | 3                     | البرازيل                                       | 0     |                            |                            |                      |                      |             |             |  |  |         |         |
|  | 21 نوفمبر – باندونغ   |                       | البرازيل                                       | 0     |                            |                            |                      |                      |             |             |  |  |         |         |
|  |                       | الأرجنتين             | 3                                              |       |                            |                            |                      |                      |             |             |  |  |         |         |
|  | الأرجنتين             | الأرجنتين             | 3                                              | 5     |                            |                            |                      |                      |             |             |  |  |         |         |
|  | الأرجنتين             |                       | 28 نوفمبر – سوراكارتا                          | 5     |                            |                            |                      |                      |             |             |  |  |         |         |
|  | فنزويلا               | 0                     |                                                |       |                            |                            |                      |                      |             |             |  |  |         |         |
|  | فنزويلا               | 0                     | الأرجنتين                                      | 3 (2) |                            |                            |                      |                      |             |             |  |  |         |         |
|  | 20 نوفمبر – سوراكارتا |                       | الأرجنتين                                      | 3 (2) |                            |                            |                      |                      |             |             |  |  |         |         |
|  |                       | ألمانيا (ج.)          | 3 (4)                                          |       |                            |                            |                      |                      |             |             |  |  |         |         |
|  | إسبانيا               | ألمانيا (ج.)          | 3 (4)                                          | 2     |                            |                            |                      |                      |             |             |  |  |         |         |
|  | إسبانيا               | 24 نوفمبر – جاكرتا    |                                                | 2     |                            |                            |                      |                      |             |             |  |  |         |         |
|  | اليابان               | 1                     |                                                |       |                            |                            |                      |                      |             |             |  |  |         |         |
|  | اليابان               | 1                     | إسبانيا                                        | 0     |                            |                            |                      |                      |             |             |  |  |         |         |
|  | 21 نوفمبر – باندونغ   |                       | إسبانيا                                        | 0     |                            |                            |                      |                      |             |             |  |  |         |         |
|  |                       | ألمانيا               | 1                                              |       |                            |                            |                      |                      |             |             |  |  |         |         |
|  | ألمانيا               | ألمانيا               | 1                                              | 3     |                            |                            |                      |                      |             |             |  |  |         |         |
|  | ألمانيا               |                       | 2 ديسمبر – سوراكارتا][ملعب ماناهان \|سوراكارتا | 3     |                            |                            |                      |                      |             |             |  |  |         |         |
|  | الولايات المتحدة      | 2                     |                                                |       |                            |                            |                      |                      |             |             |  |  |         |         |
|  | الولايات المتحدة      | 2                     | ألمانيا (ج.)                                   | 2 (4) |                            |                            |                      |                      |             |             |  |  |         |         |
|  | 22 نوفمبر – جاكرتا    |                       | ألمانيا (ج.)                                   | 2 (4) |                            |                            |                      |                      |             |             |  |  |         |         |
|  |                       | فرنسا                 | 2 (3)                                          |       |                            |                            |                      |                      |             |             |  |  |         |         |
|  | فرنسا (ج.)            | فرنسا                 | 2 (3)                                          | 0 (5) |                            |                            |                      |                      |             |             |  |  |         |         |
|  | فرنسا (ج.)            | 25 نوفمبر – سوراكارتا |                                                | 0 (5) |                            |                            |                      |                      |             |             |  |  |         |         |
|  | السنغال               | 0 (3)                 |                                                |       |                            |                            |                      |                      |             |             |  |  |         |         |
|  | السنغال               | 0 (3)                 | فرنسا                                          | 1     |                            |                            |                      |                      |             |             |  |  |         |         |
|  | 22 نوفمبر – جاكرتا    |                       | فرنسا                                          | 1     |                            |                            |                      |                      |             |             |  |  |         |         |
|  |                       | أوزبكستان             | 0                                              |       |                            |                            |                      |                      |             |             |  |  |         |         |
|  | إنجلترا               | أوزبكستان             | 0                                              | 1     |                            |                            |                      |                      |             |             |  |  |         |         |
|  | إنجلترا               |                       | 28 نوفمبر – سوراكارتا                          | 1     |                            |                            |                      |                      |             |             |  |  |         |         |
|  | أوزبكستان             | 2                     |                                                |       |                            |                            |                      |                      |             |             |  |  |         |         |
|  | أوزبكستان             | 2                     | فرنسا                                          | 2     |                            |                            |                      |                      |             |             |  |  |         |         |
|  | 21 نوفمبر – سورابايا  |                       | فرنسا                                          | 2     |                            |                            |                      |                      |             |             |  |  |         |         |
|  |                       | مالي                  | 1                                              |       | مباراة تحديد المركز الثالث | مباراة تحديد المركز الثالث |                      |                      |             |             |  |  |         |         |
|  | مالي                  | مالي                  | 1                                              | 5     | مباراة تحديد المركز الثالث | مباراة تحديد المركز الثالث |                      |                      |             |             |  |  |         |         |
|  | مالي                  | 25 نوفمبر – سوراكارتا | 25 نوفمبر – سوراكارتا                          | 5     |                            |                            | 1 ديسمبر – سوراكارتا | 1 ديسمبر – سوراكارتا |             |             |  |  |         |         |
|  | المكسيك               | 25 نوفمبر – سوراكارتا | 25 نوفمبر – سوراكارتا                          | 0     |                            |                            | 1 ديسمبر – سوراكارتا | 1 ديسمبر – سوراكارتا |             |             |  |  |         |         |
|  | المكسيك               | مالي                  | 1                                              | 0     | الأرجنتين                  | 0                          |                      |                      |             |             |  |  |         |         |
|  | 21 نوفمبر – سورابايا  | مالي                  | 1                                              |       | الأرجنتين                  | 0                          |                      |                      |             |             |  |  |         |         |
|  |                       | المغرب                | 0                                              |       | مالي                       | 3                          |                      |                      |             |             |  |  |         |         |
|  | المغرب (ج.)           | المغرب                | 0                                              | 1 (4) | مالي                       | 3                          |                      |                      |             |             |  |  |         |         |
|  | المغرب (ج.)           |                       |                                                | 1 (4) |                            |                            |                      |                      |             |             |  |  |         |         |
|  | إيران                 | 1 (1)                 |                                                |       |                            |                            |                      |                      |             |             |  |  |         |         |
|  | إيران                 | 1 (1)                 |                                                |       |                            |                            |                      |                      |             |             |  |  |         |         |

### دور ال16
| الإكوادور        | 1–3   | البرازيل                        |
| ---------------- | ----- | ------------------------------- |
| - Bermúdez 45+4' | تقرير | - Estevão 14'، 70' - Luighi 90' |

| إسبانيا                 | 2–1   | اليابان      |
| ----------------------- | ----- | ------------ |
| - Junyent 8' - غويو 74' | تقرير | - Nawata 40' |

| مالي                                                          | 5–0   | المكسيك |
| ------------------------------------------------------------- | ----- | ------- |
| - Barry 9'، 13' - I. Diarra 15' - Kanate 37' (ركل.) - Tia 50' | تقرير |         |

| ألمانيا                                         | 3–2   | الولايات المتحدة              |
| ----------------------------------------------- | ----- | ----------------------------- |
| - Herrmann 14' - Moerstedt 34' - Yalçınkaya 87' | تقرير | - طه حبرون ‏ 24' - Vazquez 80' |

| الأرجنتين                                                                 | 5–0   | فنزويلا |
| ------------------------------------------------------------------------- | ----- | ------- |
| - Balbo 15' (هـ.ذ.) - López 22' - Echeverri 32' - Ruberto 70' (ركل.)، 79' | تقرير |         |

| المغرب                                | 1–1   | إيران                           |
| ------------------------------------- | ----- | ------------------------------- |
| - Azaouzi 90+4'                       | تقرير | - Gholizadeh 73'                |
| ركلات الترجيح                         |       |                                 |
| - Ouazane - Azaouzi - نزيه - Zahouani | 4–1   | - Darvishaali - Nafari - Taheri |

| إنجلترا     | 1–2   | أوزبكستان                 |
| ----------- | ----- | ------------------------- |
| - Ndala 35' | تقرير | - Saidov 4' - Mirzaev 67' |

| فرنسا                                              | 0–0   | السنغال                            |
| -------------------------------------------------- | ----- | ---------------------------------- |
|                                                    | تقرير |                                    |
| ركلات الترجيح                                      |       |                                    |
| - Kayi Sanda ‏ - زاغي - Tincres - Meupiyou - Sangui | 5–3   | - Gueye - Diong - Dorival - Sawane |

### ربع النهائي
| إسبانيا | 0–1   | ألمانيا            |
| ------- | ----- | ------------------ |
|         | تقرير | - برونر 64' (ركل.) |

| البرازيل | 0–3   | الأرجنتين                 |
| -------- | ----- | ------------------------- |
|          | تقرير | - Echeverri 28'، 58'، 71' |

| فرنسا        | 1–0   | أوزبكستان |
| ------------ | ----- | --------- |
| - Bouneb 83' | تقرير |           |

| مالي            | 1–0   | المغرب |
| --------------- | ----- | ------ |
| - I. Diarra 81' | تقرير |        |

### نصف النهائي
| الأرجنتين                                           | 3–3   | ألمانيا                                                    |
| --------------------------------------------------- | ----- | ---------------------------------------------------------- |
| - Ruberto 36'، 45+4'، 90+7'                         | تقرير | - برونر 9'، 58' - Moerstedt 69'                            |
| ركلات الترجيح                                       |       |                                                            |
| - ماستانتونو - Echeverri - J. Giménez - J. Villalba | 2–4   | - Da Silva Moreira ‏ - Ramsak - Jeltsch - Harchaoui - برونر |

| فرنسا                   | 2–1   | مالي              |
| ----------------------- | ----- | ----------------- |
| - Titi 56' - Bouneb 69' | تقرير | - I. Diarra 45+4' |

### مباراة تحديد المركز الثالث
| الأرجنتين | 0–3   | مالي                                          |
| --------- | ----- | --------------------------------------------- |
|           | تقرير | - I. Diarra 9' - M. Doumbia 45' - Makalou 48' |

### النهائي
| ألمانيا                                                              | 2–2   | فرنسا                                                        |
| -------------------------------------------------------------------- | ----- | ------------------------------------------------------------ |
| - برونر 29' (ركل.) - درويش 51'                                       | تقرير | - Bouabré 53' - Amougou 85'                                  |
| ركلات الترجيح                                                        |       |                                                              |
| - Da Silva Moreira ‏ - Ramsak - Moerstedt - Harchaoui - برونر - Kabar | 4–3   | - Kayi Sanda ‏ - Bouneb - Sangui - Meupiyou - Tincres - Gomis |

## الجوائز
تم منح الجوائز التالية في ختام البطولة. كانت جميعها برعاية أديداس، باستثناء جائزة اللعب النظيف.
| الكرة الذهبية                                            | الكرة الفضية                                            | الكرة البرونزية                                             |
| -------------------------------------------------------- | ------------------------------------------------------- | ----------------------------------------------------------- |
| باريس برونر                                              | حميدو ماكالو                                            | ماتيس أموغو                                                 |
| الحذاء الذهبي                                            | الحذاء الفضي                                            | الحذاء البرونزي                                             |
| أغوستين روبرتو (8 أهداف، 1 تمريرة حاسمة، 607 دقيقة لعبت) | إبراهيم ديارا (5 أهداف، 4 تمريرات حاسمة، 566 دقيقة لعب) | كلاوديو إتشيفيري (5 أهداف، 2 تمريرات حاسمة، 498 دقيقة لعبت) |
| القفاز الذهبي                                            |                                                         |                                                             |
| بول أرغني                                                |                                                         |                                                             |
| جائزة اللعب النظيف                                       |                                                         |                                                             |
| إنجلترا                                                  |                                                         |                                                             |

## الترتيب النهائي
وفقا للاتفاقية الإحصائية في كرة القدم ، يتم احتساب المباريات التي تم تحديدها في الوقت الإضافي على أنها انتصارات وخسائر ، بينما يتم احتساب المباريات التي يقررها ركلات الترجيح على أنها تعادلات.
| م  | الفريق            | لعب | ف | ت | خ | أ.له | أ.ع | أ.ف | نقاط | النتيجة النهائية      |
| -- | ----------------- | --- | - | - | - | ---- | --- | --- | ---- | --------------------- |
| 1  | ألمانيا           | 7   | 5 | 2 | 0 | 18   | 9   | +9  | 17   | البطل                 |
| 2  | فرنسا             | 7   | 5 | 2 | 0 | 12   | 3   | +9  | 17   | الوصيف                |
| 3  | مالي              | 7   | 5 | 0 | 2 | 18   | 4   | +14 | 15   | المركز الثالث         |
| 4  | الأرجنتين         | 7   | 4 | 1 | 2 | 19   | 9   | +10 | 13   | المركز الرابع         |
|    |                   |     |   |   |   |      |     |     |      |                       |
| 5  | إسبانيا           | 5   | 3 | 1 | 1 | 7    | 4   | +3  | 10   | أقصي في ربع النهائي   |
| 6  | البرازيل          | 5   | 3 | 0 | 2 | 16   | 8   | +8  | 9    | أقصي في ربع النهائي   |
| 7  | المغرب            | 5   | 2 | 1 | 2 | 6    | 5   | +1  | 7    | أقصي في ربع النهائي   |
| 8  | أوزبكستان         | 5   | 2 | 1 | 2 | 7    | 7   | 0   | 7    | أقصي في ربع النهائي   |
|    |                   |     |   |   |   |      |     |     |      |                       |
| 9  | إيران             | 4   | 2 | 1 | 1 | 10   | 5   | +5  | 7    | أقصي في دور ال16      |
| 10 | السنغال           | 4   | 2 | 1 | 1 | 6    | 4   | +2  | 7    | أقصي في دور ال16      |
| 11 | إنجلترا           | 4   | 2 | 0 | 2 | 14   | 5   | +9  | 6    | أقصي في دور ال16      |
| 12 | اليابان           | 4   | 2 | 0 | 2 | 5    | 5   | 0   | 6    | أقصي في دور ال16      |
| 13 | الولايات المتحدة  | 4   | 2 | 0 | 2 | 7    | 8   | −1  | 6    | أقصي في دور ال16      |
| 14 | الإكوادور         | 4   | 1 | 2 | 1 | 5    | 5   | 0   | 5    | أقصي في دور ال16      |
| 15 | المكسيك           | 4   | 1 | 1 | 2 | 7    | 10  | −3  | 4    | أقصي في دور ال16      |
| 16 | فنزويلا           | 4   | 1 | 1 | 2 | 5    | 10  | −5  | 4    | أقصي في دور ال16      |
|    |                   |     |   |   |   |      |     |     |      |                       |
| 17 | بوركينا فاسو      | 3   | 1 | 0 | 2 | 3    | 6   | −3  | 3    | أقصي في دور المجموعات |
| 18 | إندونيسيا         | 3   | 0 | 2 | 1 | 3    | 5   | −2  | 2    | أقصي في دور المجموعات |
| 19 | بنما              | 3   | 0 | 2 | 1 | 2    | 4   | −2  | 2    | أقصي في دور المجموعات |
| 20 | كوريا الجنوبية    | 3   | 0 | 0 | 3 | 2    | 6   | −4  | 0    | أقصي في دور المجموعات |
| 21 | بولندا            | 3   | 0 | 0 | 3 | 1    | 9   | −8  | 0    | أقصي في دور المجموعات |
| 22 | كندا              | 3   | 0 | 0 | 3 | 1    | 10  | −9  | 0    | أقصي في دور المجموعات |
| 23 | نيوزيلندا         | 3   | 0 | 0 | 3 | 1    | 10  | −9  | 0    | أقصي في دور المجموعات |
| 24 | كاليدونيا الجديدة | 3   | 0 | 0 | 3 | 0    | 24  | −24 | 0    | أقصي في دور المجموعات |

## الهدافون
عدد الأهداف المُسجلة  175 هدفًا  في 52 مباراة، بمتوسط 3.37 هدفًا في المباراة الواحدة.
8 أهداف
- أغوستين روبيرتو

5 أهداف
- Claudio Echeverri
- Ibrahim Diarra
- باريس برونر

4 أهداف
- Kauã Elias
- Max Moerstedt
- Rento Takaoka
- Mamadou Doumbia
- Amir Saidov

3 أهداف
- Estevão
- Rayan
- Michael Bermúdez
- Joel Ndala
- Joan Tincres
- Mahamoud Barry
- Stephano Carrillo
- Idrissa Gueye
- Nimfasha Berchimas

هدفان
- Santiago López
- Luighi
- Jack Diarra
- Justin Oboavwoduo
- Reiss-Alexander Russell-Denny
- Ismail Bouneb
- Mathis Amougou
- Eric da Silva Moreira
- Robert Ramsak
- Bilal Yalçınkaya
- نوح درويش
- Arkhan Kaka
- Esmaeil Gholizadeh
- Amirmohammad Razzaghinia
- Kasra Taheri
- Ibrahim Kanate
- Hamidou Makalou
- Oldemar Castillo
- Amara Diouf
- Kim Myeong-jun
- مارك غويو
- Quim Junyent
- Leenhan Romero

هدف ذاتي
- Richard Chukwu (against Uzbekistan)
- Abolfazl Zamani (against Brazil)
- Wadria Hanye (against England)
- Dominik Szala (against Senegal)
- Luís Balbo (against Argentina)